# Henri-Charles du Lau d'Allemans
Pour les articles homonymes, voir Lau.
Henri-Charles du Lau d'Allemans (1747-1802), neveu du bienheureux Jean Marie du Lau d'Allemans, est le dernier évêque de Grenoble de l'Ancien Régime.

## Biographie
Henri-Charles du Lau d'Allemans est vicaire général de l'archidiocèse de Rouen lorsqu'il est désigné comme évêque de Grenoble en 1789, confirmé le 30 mars et consacré en avril par le cardinal Dominique de La Rochefoucauld l'archevêque de Rouen. Il est retenu à Paris auprès de son oncle qui participait aux États généraux de 1789. Il ne peut jamais rejoindre son diocèse où après le vote de la constitution civile du clergé en 1790 on élit le curé de Saint-Ferjus Joseph Pouchot comme évêque constitutionnel. Il part en exil dans le Piémont puis en Suisse à Martigny et enfin en Autriche. Il tente d'administrer son diocèse à distance, avec l'aide de ses vicaires généraux qui étaient restés sur place dans la clandestinité. Après la signature du Concordat de 1801, il refuse de se démettre et meurt en Autriche en 1802.

## Héraldique
Son blason : D'or au laurier à trois branches de sinople, au lion léopardé de gueules, brochant sur le fût de l’arbre ; à la bordure d'azur chargée de quinze besants d’argent.[réf. nécessaire]